# Julio Fernando Navarro
Julio Fernando Navarro (Santiago del Estero, 12 ottobre 1962) è un astronomo argentino.
Insegna Fisica e Astronomia presso l'Università di Victoria in Canada.
La sua ricerca accademica si concentra sulla formazione e l'evoluzione delle galassie e degli ammassi di galassie, nonché sulla struttura della materia oscura. I suoi studi sugli aloni oscuri hanno portato alla formulazione del Profilo di Navarro-Frenk-White. Nel 2015 ha ricevuto la Medaglia Henry Marshall Tory come riconoscimento per i suoi studi.